# تیموتی لیری
تیموتی لیری (انگلیسی: Timothy Leary؛ زاده ۲۲ اکتبر ۱۹۲۰ درگذشته ۳۱ مهٔ ۱۹۹۶) روان‌شناس، و نویسنده اهل ایالات متحده آمریکا بود. او مدافع استفاده از داروهای روان‌گردان برای مقاصد خاص و درمانی در شرایط کنترل شده بود.
تیموتی فرانسیس لیری (Timothy Francis Leary) یک روان‌شناس و نویسنده آمریکایی بود که به خاطر طرفداری سرسختانه‌اش از مواد روان‌گردان، به ویژه ال‌اس‌دی، شهرت داشت. او در ۲۲ اکتبر ۱۹۲۰ در اسپرینگفیلد، ماساچوست به دنیا آمد و در ۳۱ مه ۱۹۹۶ در بورلی هیلز، کالیفرنیا درگذشت.
لیری در دهه‌های ۱۹۶۰ و ۱۹۷۰ به یک چهره برجسته در جنبش ضد فرهنگ تبدیل شد و به خاطر شعار معروفش «روشن شو، هماهنگ شو، رها شو» (Turn on, tune in, drop out) شناخته می‌شود. او معتقد بود که LSD و سایر مواد روانگردان می‌توانند برای درمان بیماری‌های روانی و تسهیل رشد معنوی مورد استفاده قرار گیرند.
با این حال، دیدگاه‌های لیری در مورد مواد روان‌گردان بحث‌برانگیز بود و او بارها به دلیل فعالیت‌های مرتبط با مواد مخدر دستگیر شد. او همچنین به دلیل فرار از زندان و مشارکت در سایر فعالیت‌های غیرقانونی شناخته شده بود.
علیرغم جنجال‌ها، لیری به عنوان یک متفکر و نویسنده تأثیرگذار باقی ماند. او چندین کتاب و مقاله در مورد روان‌شناسی، فلسفه و فرهنگ نوشت و به خاطر سخنرانی‌های جذاب و شخصیت کشش‌دار خود شناخته شد.
میراث لیری همچنان مورد بحث است، اما تأثیر او بر فرهنگ عامه و مطالعه آگاهی انسان غیرقابل انکار است. او به عنوان یک پیشگام در زمینه روان‌شناسی مواد روانگردان و یک چهره کلیدی در جنبش ضد فرهنگ در نظر گرفته می‌شود.
او در سال ۱۹۹۶ براثر سرطان پروستات در سن ۷۵ سالگی درگذشت.